# Boczniak ostrygowaty

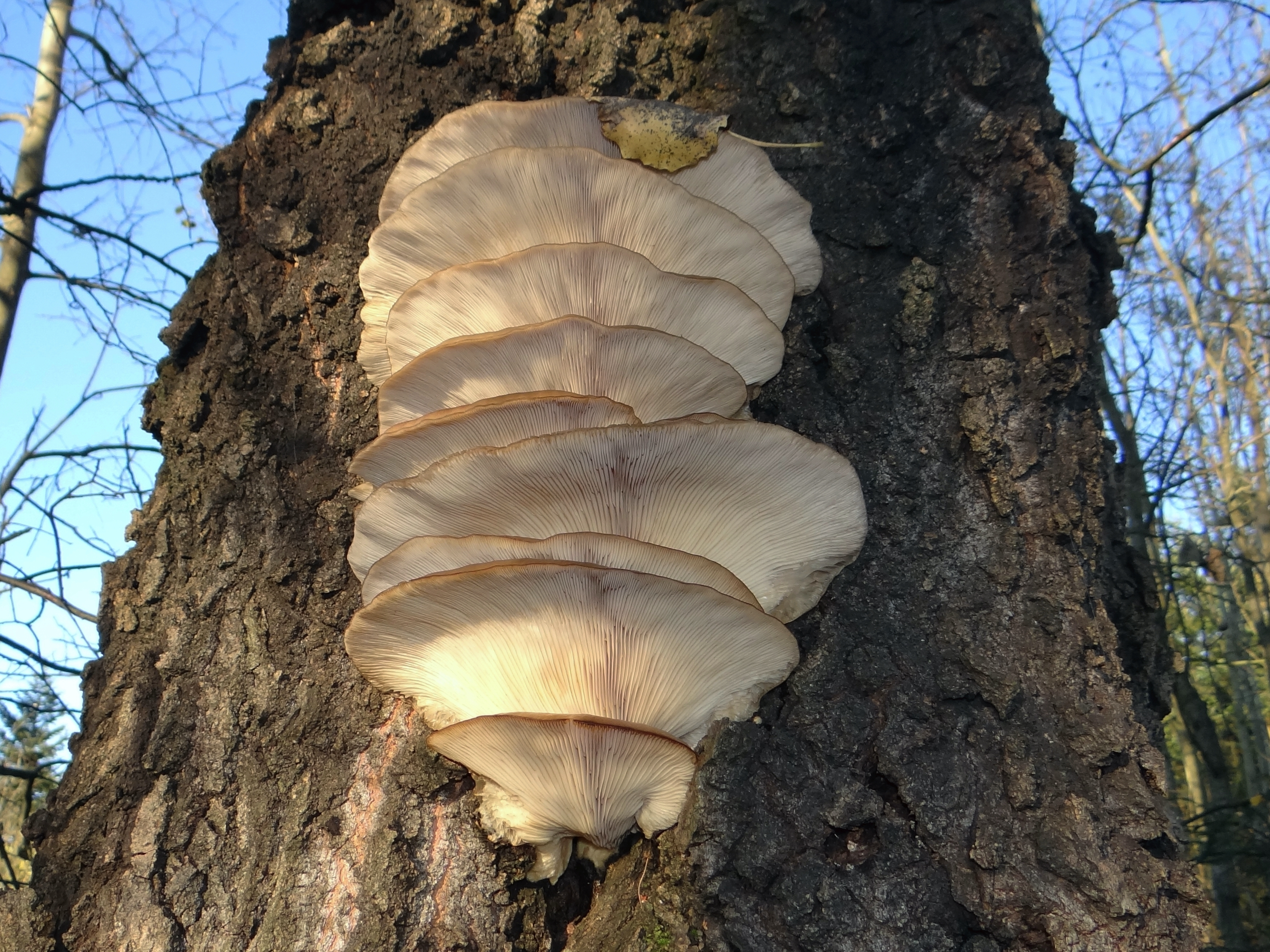

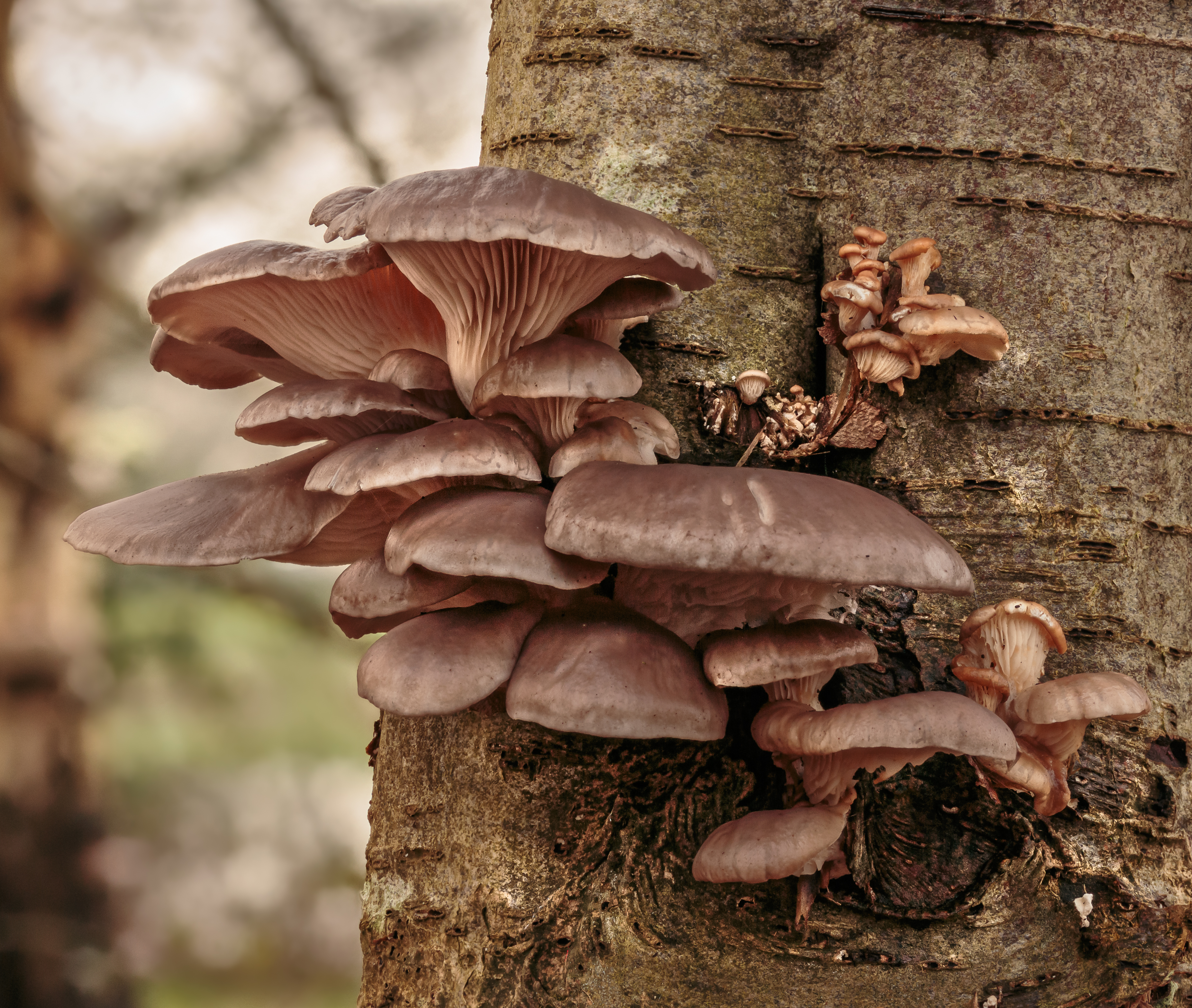

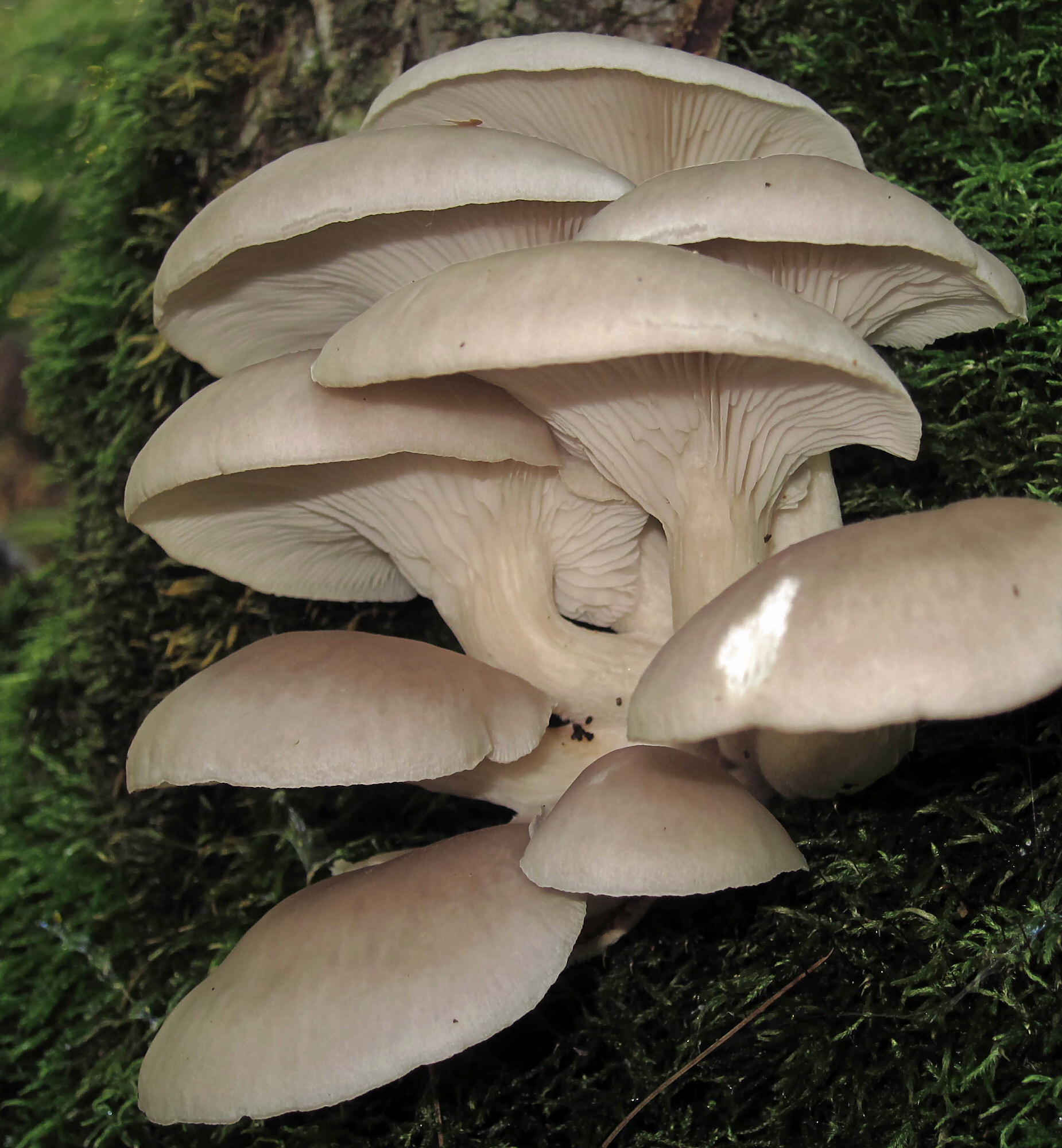

Boczniak ostrygowaty (Pleurotus ostreatus (Jacq.) P. Kumm.) – gatunek grzybów z rodziny boczniakowatych (Pleurotaceae).

## Systematyka i nazewnictwo
Pozycja w klasyfikacji według Index Fungorum: Pleurotus, Pleurotaceae, Agaricales, Agaricomycetidae, Agaricomycetes, Agaricomycotina, Basidiomycota, Fungi.
Po raz pierwszy takson ten zdiagnozowany został w 1774 r. przez Jacquina, który nadał mu nazwę Agaricus ostreatus. Obecną, uznaną przez Index Fungorum nazwę nadał mu w 1871 r. P. Kummer, przenosząc go do rodzaju Pleurotus. Synonimów nazwy naukowej ma ok. 70. Niektóre z nich:

- Agaricus ostreatus Jacq. 1774
- Agaricus revolutus J.J. Kickx 1867
- Agaricus salignus Pers. 1801
- Crepidopus ostreatus (Jacq.) Gray 1821
- Dendrosarcus ostreatus (Jacq.) Kuntze 1898
- Dendrosarcus revolutus (J. Kickx f.) Kuntze 1898
- Pleurotus revolutus (J. Kickx f.) Gillet 1876
- Pleurotus salignus (Schrad.) P. Kumm. 1871[2].

Nazwę polską nadał Henryk Orłoś w 1951 r. W polskim piśmiennictwie mykologicznym gatunek ten opisywany był też jako bedłka ostrygowata, bocznotrzonowiec ostrygokształtny i przyuszek ostrygowaty.

## Morfologia
Kapelusz
Średnica od 5 do 25 cm. Kształt początkowo łukowaty, z długo podwiniętym brzegiem, później muszlowaty, wachlarzowaty lub lejkowaty. Do podłoża przyrasta bokiem. Jest miękki i sprężysty, powierzchnia gładka i naga, tylko przy trzonie pokryta białą pilśnią. Kolor dość zróżnicowany; może być w różnych odcieniach brązowego, popielatego, siwobrązowego, stalowoniebieskiego i fioletowego.
Blaszki
Gęste i głęboko zbiegające na trzon, w kolorze od białawego do siwego, u starszych okazów nawet fioletowe.
Trzon
Krótki, gruby, o wysokości od 1 do 4 cm. Kolor biały lub siwy. Jest nagi, tylko przy podstawie pokryty szczecinkami.
Miąższ
U młodych okazów w kapeluszu jest miękki, u starszych sprężysty, w trzonie u starszych staje się korkowaty i zdrewniały. Kolor biały, smak kwaskowaty.
Wysyp zarodników
Biały. Zarodniki elipsoidalne, gładkie, o średnicy 8–11 × 3–4 µm.
Gatunki podobne
- boczniak białożółty (Pleurotus dryinus), ma jaśniejszy, białawy kapelusz o powierzchni nieco kosmkowatej[6],
- boczniak rowkowanotrzonowy (Pleurotus cornucopiae) ma trąbkowaty kapelusz i rowkowany trzon[7].
- boczniak łyżkowaty (Pleurotus pulmonarius) ma jasny kapelusz, anyżkowy zapach i występuje wczesnym latem do jesieni[7],
- łycznik późny (Sarcomyxa serotina) jest mniejszy i często ma zielonkawe odcienie[4]. Ponadto jego trzon ma żółtą barwę, a blaszki na niego nie zbiegają tak głęboko, jak to ma miejsce u boczniaka, lecz tworzą wyraźną granicę między kapeluszem a trzonem w górnej jego części[8][9].

## Występowanie i siedlisko
Poza Antarktydą występuje na wszystkich kontynentach, a także na wielu wyspach. W Polsce jest pospolity.
Grzyb nadrzewny występujący na martwym drewnie gatunków drzew liściastych, takich jak: grab, buk, wierzba, topola, robinia akacjowa, brzoza i orzech włoski. Zazwyczaj rośnie w postaci skupionych grup. Składają się one z wielu większych i mniejszych okazów, często kępkowato pozrastanych, przypominających ławice ostryg, skąd pochodzi nazwa tego gatunku. Owocniki pojawiają się dopiero późną jesienią, od końca października do zimy, a gdy zima jest łagodna, również zimą. Czasami pojawiają się na przedwiośniu. Jest dość wytrzymały na mróz, jednak w okresie wytwarzania owocników potrzebuje dużo światła. Przy zbyt małej jego ilości nie wytwarza owocników lub są one małe.

## Fizjologia
Boczniak ostrygowaty jest saprotrofem rosnącym na martwym drewnie, ale również pasożytem atakującym jeszcze żywe drzewa, zazwyczaj jednak stare, osłabione lub uszkodzone.
Boczniak ostrygowaty jest także grzybem nicieniobójczym. Nicienie zasiedlające próchniejące drewno są paraliżowane substancjami chemicznymi wydzielanymi przez strzępki grzyba, które następnie wnikają do ich ciał i trawią je. W badaniach zidentyfikowano toksynę wydzielaną przez grzyb jako kwas trans-2-decenodikarboksylowy ((ang.) trans-2-decenedioic acid), który w warunkach laboratoryjnych w stężeniu 300 ppm w ciągu godziny trwale obezwładniał 95% nicieni Panagrellus redivivus. Komórki wydzielające ten związek nie występują w owocnikach boczniaka, a jedynie na niewielkich toksocystach na strzępkach grzybni rosnących w podłożu.

## Zastosowanie
Grzyb jadalny. Owocniki boczniaka dostarczają łatwo przyswajalnego białka, kwasu foliowego, aminokwasów, witamin z grupy B i soli mineralnych; wykryto w nich także obecność lowastatyny obniżającej poziom cholesterolu we krwi
Wdychanie dużych ilości zarodników tego grzyba (co np. ma miejsce u ludzi zajmujących się jego uprawą) jest niebezpieczne i może zakończyć się problemami z płucami.
Grzyb uprawny. W wielu krajach, w tym w Polsce, prowadzi się uprawę boczniaka ostrygowatego. Uprawia się go na słomie. Istnieje wiele odmian uprawnych, w tym również o kolorze różowym. Badania przeprowadzone w Meksyku wykazały, że boczniak ostrygowaty może być hodowany na zużytych pieluchach jednorazowych, redukując masę i objętość ich degradowalnych komponentów nawet o 90%. Powstałe w eksperymentalnej hodowli owocniki miały normalny wygląd, wysoką zawartość białka i były wolne od patogenów chorób ludzkich.
Grzyb leczniczy o działaniu przeciwnowotworowym, przeciwwirusowym, przeciwbakteryjnym, nerwotonicznym i obniżającym poziom cholesterolu. Zawiera pleuran – substancję o działaniu immunostymulującym i przeciwnowotworowym. Dzięki zawartości lowastatyny obniża stężenie złego cholesterolu, ponadto działa relaksująco i poprawia samopoczucie.